# Освајачи олимпијских медаља у атлетици — бацање кладива за жене
Освајачице олимпијских медаља у атлетици у дисциплини бацање кладива за жене  приказане су у следећој табели, а резултати су изражени у метрима. Бацање кладива за жене је на програму Летњих олимпијских игара од Игара у Сиднеју 2000. године
| Олимпијске игре             |                              | Резултат         |                          | Резултат |                                   | Резултат |
| Сиднеј 2000. детаљи         | Камила Сколимовска · Пољска  | 71,16 ОР         | Олга Кузенкова · Русија  | 69,77    | Кирстен Минхов · Немачка          | 69,28    |
| Атина 2004. детаљи          | Олга Кузенкова · Русија      | 75,02 ОР         | Јипси Морено · Куба      | 73,36    | Јунајка Крофорд · Куба            | 73,16    |
| Пекинг 2008. детаљи         | Аксана Мјањкова · Белорусија | 76,34 ОР         | Јипси Морено · Куба      | 75,206   | Џанг Венсју · Кина                | 74,32    |
| Лондон 2012. детаљи         | Татјана Лисенко · Русија     | 78,18 ОР         | Анита Влодарчик · Пољска | 77,60    | Бети Хајдлер · Немачка            | 77,13    |
| Рио де Жанеиро 2016. детаљи | Анита Влодарчик · Пољска     | 82,29 СР, ОР, ЕР | Џанг Венсју · Кина       | 76,75    | Софи Хичон · Уједињено Краљевство | 74,54    |
| Токио 2020. детаљи          | Анита Влодарчик · Пољска     | 78,48            | Ванг Женг Кина           | 77,03    | Малвина Копрон Пољска             | 75,49    |
| Париз 2024. детаљи          | Камрин Роџерс Канада         | 76,97            | Камрин Ечикунвоке САД    | 75,48    | Жао Ђије Кина                     | 74,27    |
| Лос Анђелес 2028.           |                              |                  |                          |          |                                   |          |

## Биланс олимпијских медаља, бацање кладива за жене
Стање после ОИ 2024.
| Ранг | Земља            | Злато | Сребро | Бронза |    |
| ---- | ---------------- | ----- | ------ | ------ | -- |
| 1.   | Пољска           | 3     | 1      | 1      | 5  |
| 2.   | Русија           | 2     | 1      | 0      | 3  |
| 3.   | Белорусија       | 1     | 0      | 0      | 1  |
| 3.   | Канада           | 1     | 0      | 0      | 1  |
| 5.   | Кина             | 0     | 2      | 2      | 4  |
| 6.   | Куба             | 0     | 2      | 1      | 3  |
| 7.   | Сједињене Државе | 0     | 1      | 0      | 1  |
| 8.   | Немачка          | 0     | 0      | 2      | 2  |
| 9.   | Велика Британија | 0     | 0      | 1      | 1  |
|      | Укупно 9 земаља  | 7     | 7      | 7      | 21 |